# Bathycharax granulatus
Bathycharax granulatus är en insektsart som beskrevs av Kirby 1896. Bathycharax granulatus ingår i släktet Bathycharax och familjen Bacillidae. Inga underarter finns listade.